# Município de Plain (condado de Franklin, Ohio)
O município de Plain (em inglês: Plain Township) é um município localizado no condado de Franklin no estado estadounidense de Ohio. No ano de 2010 tinha uma população de 9.829 habitantes e uma densidade populacional de 186,12 pessoas por km².

## Geografia
O município de Plain encontra-se localizado nas coordenadas 40° 05′ 39″ N, 82° 48′ 01″ O. Segundo a Departamento do Censo dos Estados Unidos, o município tem uma superfície total de 52.81 km², da qual 52.13 km² correspondem a terra firme e (1.29%) 0.68 km² é água.

## Demografia
Segundo o censo de 2010, tinha 9.829 habitantes residindo no município de Plain. A densidade populacional era de 186,12 hab./km². Dos 9.829 habitantes, o município de Plain estava composto pelo 89.12% brancos, o 2.82% eram afroamericanos, o 0.13% eram amerindios, o 5.58% eram asiáticos, o 0.08% eram insulares do Pacífico, o 0.38% eram de outras raças e o 1.89% pertenciam a duas ou mais raças. Do total da população o 1.63% eram hispanos ou latinos de qualquer raça.